# Provinz Lunda Sul
Lunda Sul ist eine Provinz im Nordosten des afrikanischen Staates Angola.

## Lage und Geografie
Die Provinz Lunda Sul liegt im äußersten Osten Angolas, etwa 700 km östlich der Hauptstadt Luanda. Sie grenzt im Norden an die Provinz Lunda Norte, im Osten an die Demokratische Republik Kongo, im Süden an die Provinzen Moxico und Bié sowie im Westen an Malanje.
Das Gebiet ist mit Trockensavanne bedeckt, nur im Tal des Cassai finden sich noch Reste tropischen Regenwaldes. Dieser bildet die Ost- und Südgrenze von Lunda Sul und ist der wichtigste Fluss der Provinz. Mit dem Oberlauf des Cuango hat Lunda Sul Anteil an einem weiteren großen Fluss der Region. 

## Verwaltung
Die Provinz Lunda Sul hat rund 629.000 Einwohner (Schätzung 2019) auf einer Fläche von 45.649 km². Die Hauptstadt der Provinz ist Saurimo. Die Provinz teilt sich in vier Kreise (Municípios), welche sich weiter in zehn Gemeinden (Comunas) gliedern.
Die Kreise der Provinz:
- Cacolo
- Dala
- Muconda
- Saurimo

## Wirtschaft
Wirtschaftlich ist die Provinz vom Erdnussanbau geprägt, der vor allem um Saurimo betrieben wird. Im Süden der Provinz wird außerdem Mais angebaut. Andere landwirtschaftliche Produkte sind Reis, Maniok und Getreide.
Zu den wichtigsten mineralischen Rohstoffen zählen Diamanten sowie Mangan- und Eisenerze. Mit der Catoca-Mine befindet sich der viertgrößte Diamantenbergbau der Welt in Lunda Sul.
Die Hauptverbindungsstraße von Luanda nach Lubumbashi durchquert die Provinz von Westen nach Osten.

## Bevölkerung
Die Ursprungsbevölkerung der Provinz gehört den Ethnien der Lunda und Chokwe an, die miteinander historisch eng verbunden sind. Sie betreiben vor allem Landwirtschaft. Dazu kommen viele Zuwanderer aus anderen Landesteilen, die für die Endiama oder als selbständige Diamantenschürfer arbeiten.